# ديوي لايلي
ديوي لايلي (بالإنجليزية: Dewey Lyle)‏ هو لاعب كرة قدم أمريكية أمريكي، ولد في 23 مارس 1891 في منيابولس في الولايات المتحدة، وتوفي في 27 نوفمبر 1980 في باسو روبليس في الولايات المتحدة.